# Aetideopsis rostrata
Aetideopsis rostrata är en kräftdjursart som beskrevs av Georg Ossian Sars 1903. Aetideopsis rostrata ingår i släktet Aetideopsis och familjen Aetideidae. Inga underarter finns listade i Catalogue of Life.